# Jugovizija
Jugovizija was de preselectie voor het Eurovisiesongfestival in Joegoslavië. De liedjeswedstrijd bestond van 1961 tot en met 1992.

## Geschiedenis
Bij Jugovizija werd jaarlijks de Joegoslavische inzending voor het Eurovisiesongfestival geselecteerd. Hierbij namen de omroepen van de verschillende deelrepublieken het tegen elkaar op. Kroatië, Servië en Slovenië waren in 1961 de eersten die aan de preselectie deelnamen, in 1964 volgde Macedonië en in 1969 Bosnië en Herzegovina. Vanaf 1971 deed ook Montenegro mee, en vanaf 1975 ook de autonome provincies Kosovo en Vojvodina.
Kroatië was het meest succesvol bij Jugovizija; het won de nationale selectie elf keer. Slovenië won zes keer, Servië en Bosnië wonnen ieder viermaal en Montenegro zegevierde twee keer. Macedonië is de enige deelrepubliek die nooit won en heeft Joegoslavië op het songfestival dus ook nooit vertegenwoordigd.
Tussen 1977 en 1980 deed Joegoslavië wegens tegenvallende resultaten niet mee aan het Eurovisiesongfestival en in die jaren werd Jugovizija dan ook niet georganiseerd. Ook in 1985 was er geen nationale voorronde of Joegoslavische deelname, omdat het songfestival dat jaar samenviel met de herdenking van de sterfdag van Josip Broz Tito.
Slechts één Joegoslavische inzending wist het Eurovisiesongfestival te winnen. Dat gebeurde in 1989 met Rock me van de groep Riva.
In 1992 werd Jugovizija voor het laatst georganiseerd. Joegoslavië was toen al grotendeels uit elkaar gevallen en in deze laatste editie waren het alleen nog Servië en Montenegro die aan de voorselectie deelnamen, samen met enkele artiesten uit Bosnië en Herzegovina. De verschillende deelrepublieken gingen ook op het Eurovisiesongfestival onafhankelijk van elkaar verder en lanceerden hun eigen voorselecties. De Sloveense inzendingen werden sindsdien gekozen in de voorronde EMA en de Kroatische in Dora. Het overgebleven deel van Joegoslavië, Servië en Montenegro, was tussen 1993 en 2003 uitgesloten van het songfestival vanwege de Joegoslavische oorlogen, maar keerde daarna terug. De twee deelstaten hielden beide een eigen selectie, respectievelijk Beovizija en Montevizija, waarvan de best geplaatste artiesten vervolgens uitkwamen in de gezamenlijke voorronde Evropesma. Na de scheiding van Montenegro en Servië werden Beovizija en Montevizija volwaardige voorrondes voor het Eurovisiesongfestival.

## Lijst van winnaars
| Jaar | Winnaar              | Titel                    | Taal          |
| ---- | -------------------- | ------------------------ | ------------- |
| 1961 | Ljiljana Petrović    | Neke davne zvezde        | Servisch      |
| 1962 | Lola Novaković       | Ne pali svetlo u sumrak  | Servisch      |
| 1963 | Vice Vukov           | Brodovi                  | Kroatisch     |
| 1964 | Sabahudin Kurt       | Život je sklopio krug    | Bosnisch      |
| 1965 | Vice Vukov           | Čežnja                   | Kroatisch     |
| 1966 | Berta Ambrož         | Brez besed               | Sloveens      |
| 1967 | Lado Leskovar        | Vse rože sveta           | Sloveens      |
| 1968 | Dubrovački Trubaduri | Jedan dan                | Kroatisch     |
| 1969 | Ivan                 | Pozdrav svijetu          | Kroatisch     |
| 1970 | Eva Sršen            | Pridi, dala ti bom cvet  | Sloveens      |
| 1971 | Krunoslav Slabinac   | Tvoj dječak je tužan     | Kroatisch     |
| 1972 | Tereza               | Muzika i ti              | Kroatisch     |
| 1973 | Zdravko Čolić        | Gori vatra               | Bosnisch      |
| 1974 | Korni                | Generacija '42           | Servisch      |
| 1975 | Pepel In Kri         | Dan ljubezni             | Sloveens      |
| 1976 | Ambasadori           | Ne mogu skriti svoju bol | Bosnisch      |
| 1981 | Seid Memić-Vajta     | Leyla                    | Bosnisch      |
| 1982 | Aska                 | Halo halo                | Servisch      |
| 1983 | Daniel Popović       | Džuli                    | Montenegrijns |
| 1984 | Vlado & Izolda       | Ciao amore               | Montenegrijns |
| 1986 | Doris Dragović       | Željo moja               | Kroatisch     |
| 1987 | Novi Fosili          | Ja sam za ples           | Kroatisch     |
| 1988 | Srebrna Krila        | Mangup                   | Kroatisch     |
| 1989 | Riva                 | Rock me                  | Kroatisch     |
| 1990 | Tajči                | Hajde da ludujemo        | Kroatisch     |
| 1991 | Bebi Dol             | Brazil                   | Servisch      |
| 1992 | Extra Nena           | Ljubim te pesmama        | Servisch      |